# スミフルジャパン
株式会社スミフルジャパンは、主にバナナ・アボカド・パイナップルなどの果実を輸入・販売する企業。ここでは2016年まで「スミフル」の商号および「甘熟王」等のブランドを使用していた旧・株式会社スミフルについても説明する。
甘熟王バナナやバナップル、キウイーナなど様々なブランドを販売している。輸入バナナについては国内シェアの約3割ほどを占めている。
「スミフル」の社名は前身となる「住商フルーツ」に由来しているが、2019年に住友商事がフィリピンでバナナ生産を行うスミフル・シンガポール社の合弁を解消してバナナ事業から撤退。日本国内においても2016年住友商事100%出資会社であった旧スミフル社から、スミフル・シンガポール社100%出資で新規設立したスミフルジャパン社に事業の移管が行われており、現在は資本関係にない。

## 沿革

### 旧住商フルーツ・スミフル社
- 1970年（昭和45年） - 住商フルーツ株式会社設立。
- 1972年（昭和47年） - 「高地農園」で高糖度バナナの栽培を開始。
- 1973年（昭和48年） - サミット神戸合同物産に資本参加。
- 1974年（昭和49年） - 関西事務所設立。
- 1986年（昭和61年） - バナナ加工室　株式会社フルーツデリカを設立。
- 1989年（平成元年） - バナナ加工室　株式会社グリーンストーリッジを設立。
- 1990年（平成2年） - 「グレイシオ」ブランドを展開。
- 1995年（平成7年） - 株式会社ベイフルーツこうべに資本参加。
- 1999年（平成11年） - バナナ加工室　グリーンストーリッジ川口工場を設立。
  - 同年 - 高地栽培バナナ「プレミアムバナナ」本格販売開始。
  - 同年10月 - 減農薬栽培「エコバナナ」の販売開始。
- 2000年（平成12年） - キャラクター（ピングー）を活用したプレミアムバナナとして全国販売開始。
  - 同年 - 九州事務所設立。
- 2001年（平成13年） - 北海道事務所設立。
- 2002年（平成14年） - 株式会社フレッシュシステムに資本参加。
- 2003年（平成15年） - (株)フレッシュデリカ、グリーンストーリッジ(株)を(株)フレッシュシステムへ吸収合併。
- 2004年（平成16年） - 企業ブランド「自然王国」を展開開始。
- 2005年（平成17年） - 「バナージュ」ブランドを展開開始。
- 2006年（平成18年） - 名古屋事務所、仙台事業所設立。
  - 同年 - フィリピン・ダバオに専用港・専用冷蔵施設を設立。
  - 同年 - 「甘熟王」バナナブランドを展開開始。
- 2007年（平成19年） - 「甘熟王」全国TVCMを放映。
- 2009年（平成21年） - 「甘熟王プレミアムリッチ」バナナ展開開始。
- 2011年（平成23年）1月 - 企業ブランドを「自然王国」から「スミフル」に変更。
  - 同年4月 - 社名を「住商フルーツ(株)」から「(株)スミフル」に変更。
- 2014年（平成26年） - 公式オンラインショップ開店。
- 2016年（平成28年）4月 - 吸収分割により(株)スミフルの全事業を(株)スミフル・ジャパンに継承。
- 2017年（平成29年）2月 - 旧(株)スミフルの登記記録閉鎖（清算結了）[5]。

### スミフル・ジャパン
- 2016年（平成28年）2月3日 - 株式会社スミフルジャパン登記設立[6]。
  - 同年4月 - 吸収分割により(株)スミフルの全事業を(株)スミフル・ジャパンに継承。
- 2017年（平成29年）4月 - 「朝のしあわせバナナ」ブランド展開開始。
  - 同年5月 - 「おやつの王様バナナ」ブランド展開開始。
  - 同年6月 - 「サンリッチ」を「エクアドル産 熟撰おいしいバナナ」に変更。
- 2018年（平成30年） - AEO(Authorized Economic Operator)特例輸入者[7]として事業者認定を取得。同認定の取得は青果業界で初。
- 2019年（令和元年） - 「キウイーナ」バナナブランド展開開始。
  - 同年 - スミフル・ジャパン親会社であるスミフル・シンガポール社に対して住友商事が保有していた全株式（出資比率49%）を、合弁先であるソーントン・ベンチャー（Thornton Venture Limited (TVL), 出資比率51%、本社：モーリシャス）に9月までに売却すると発表[2][8]。